# Абду Діалло
Абду́-Лаха́д Діалло́ (фр. Abdou-Lakhad Diallo, нар. 4 травня 1996, Тур) — сенегальський футболіст, центральний захисник клубу «РБ Лейпциг» та збірної Сенегалу.
Грав за молодіжну збірну Франції.

## Клубна кар'єра
Народився 4 травня 1996 року в місті Тур. Займався футболом у низці дитячих і юнацьких команд, доки у 15-річному віці не потрапив до академії «Монако».
У березні 2014 року уклав свій перший професійний контракт з «Монако». У грудні того ж року дебютував за основну команду клубу, вийшовши на заміну замість Бернарду Сілви у грі проти марсельського «Олімпіка». Через високу конкуренцію у команді влітку 2015 року погодився перейти на умовах оренди до бельгійського «Зюлте-Варегем». У Бельгії був одним з основних центральних захисників команди і отримав достатньо ігрової практики. Попри це, повернувшись 2016 року до «Монако», з'являвся на полі лише епізодами.
Тож у липні 2017 року гравець погодився продовжити кар'єру у німецькому «Майнц 05», з яким уклав п'ятирічний контракт. Але вже після першого ж успішного сезону у цій команді перейшов до дортмундської «Боруссія», яка сплатила за трансфер француза 28 мільйонів євро.
У Дортмунді також став ключовим центральним захисником і вже за рік отримав пропозицію повернутися на батьківщину, де у його послугах був зацікавлений «Парі Сен-Жермен». 16 липня уклав п'ятирічну угоду з паризьким клубом, який сплатив за трансфер 32 мільйони євро.

## Виступи за збірні
2011 року дебютував у складі юнацької збірної Франції (U-16), загалом на юнацькому рівні за команди різних вікових категорій взяв участь у 45 іграх, відзначившись трьома забитими голами.
Протягом 2016–2019 років залучався до складу молодіжної збірної Франції. На молодіжному рівні зіграв у 16 офіційних матчах.

## Статистика виступів

### Статистика клубних виступів
Станом на 11 вересня 2019 року
| Сезон              | Команда               | Чемпіонат          | Чемпіонат | Чемпіонат | Національний кубок | Національний кубок | Національний кубок | Континентальні кубки | Континентальні кубки | Континентальні кубки | Інші змагання | Інші змагання | Інші змагання | Усього | Усього |
| Сезон              | Команда               | Ліга               | Ігор      | Голів     | Ліга               | Ігор               | Голів              | Ліга                 | Ігор                 | Голів                | Ліга          | Ігор          | Голів         | Ігор   | Голів  |
| ------------------ | --------------------- | ------------------ | --------- | --------- | ------------------ | ------------------ | ------------------ | -------------------- | -------------------- | -------------------- | ------------- | ------------- | ------------- | ------ | ------ |
| 2013–14            | «Монако»              | Л1                 | -         | -         | КФ+КЛ              | 0                  | 0                  | -                    | -                    | -                    | -             | -             | -             | 0      | 0      |
| 2014–15            | «Монако»              | Л1                 | 5         | 0         | КФ+КЛ              | 1+2                | 0                  | ЛЧ                   | 0                    | 0                    | -             | -             | -             | 8      | 0      |
| 2015–16            | «Зюлте-Варегем»       | ЖЛ                 | 27+6      | 2+1       | КБ                 | 2                  | 0                  | -                    | -                    | -                    | -             | -             | -             | 35     | 3      |
| 2016–17            | «Монако»              | Л1                 | 5         | 0         | КФ+КЛ              | 4+1                | 0                  | ЛЧ                   | 1                    | 0                    | -             | -             | -             | 11     | 0      |
| Усього за «Монако» | Усього за «Монако»    | Усього за «Монако» | 10        | 0         |                    | 8                  | 0                  |                      | 1                    | 0                    |               | -             | -             | 19     | 0      |
| 2017–18            | «Майнц 05»            | БЛ                 | 27        | 2         | КН                 | 3                  | 1                  | -                    | -                    | -                    | -             | -             | -             | 30     | 3      |
| 2018–19            | «Боруссія» (Дортмунд) | БЛ                 | 28        | 1         | КН                 | 3                  | 0                  | ЛЧ                   | 7                    | 0                    | -             | -             | -             | 38     | 1      |
| 2019–20            | «Парі Сен-Жермен»     | Л1                 | 14        | 0         | КФ+КЛ              | 1+1                | 0                  | ЛЧ                   | 2                    | 0                    | СФ            | 1             | 0             | 19     | 0      |
| Усього за кар'єру  | Усього за кар'єру     | Усього за кар'єру  | 112       | 6         |                    | 18                 | 1                  |                      | 10                   | 0                    |               | 1             | 0             | 141    | 7      |

## Досягнення
- Чемпіон Франції: 2016-17, 2019-20, 2021-22
- Володар Суперкубка Франції: 2019, 2020, 2022
- Володар Кубка Франції: 2019-20, 2020-21
- Володар Кубка французької ліги: 2019-20
- Володар Кубка Німеччини: 2022-23
- Переможець Кубка африканських націй: 2021